# Renascença macedónica
Renascença macedónica (português europeu) ou Renascença macedônica (português brasileiro) é um termo frequentemente usado para denominar um período cultural na História do Império Bizantino contemporâneo com o governo da dinastia macedónica (867-1056), sobretudo ao longo do século X, durante o qual prosperaram as artes visuais, a literatura, arquitetura e artes decorativas.

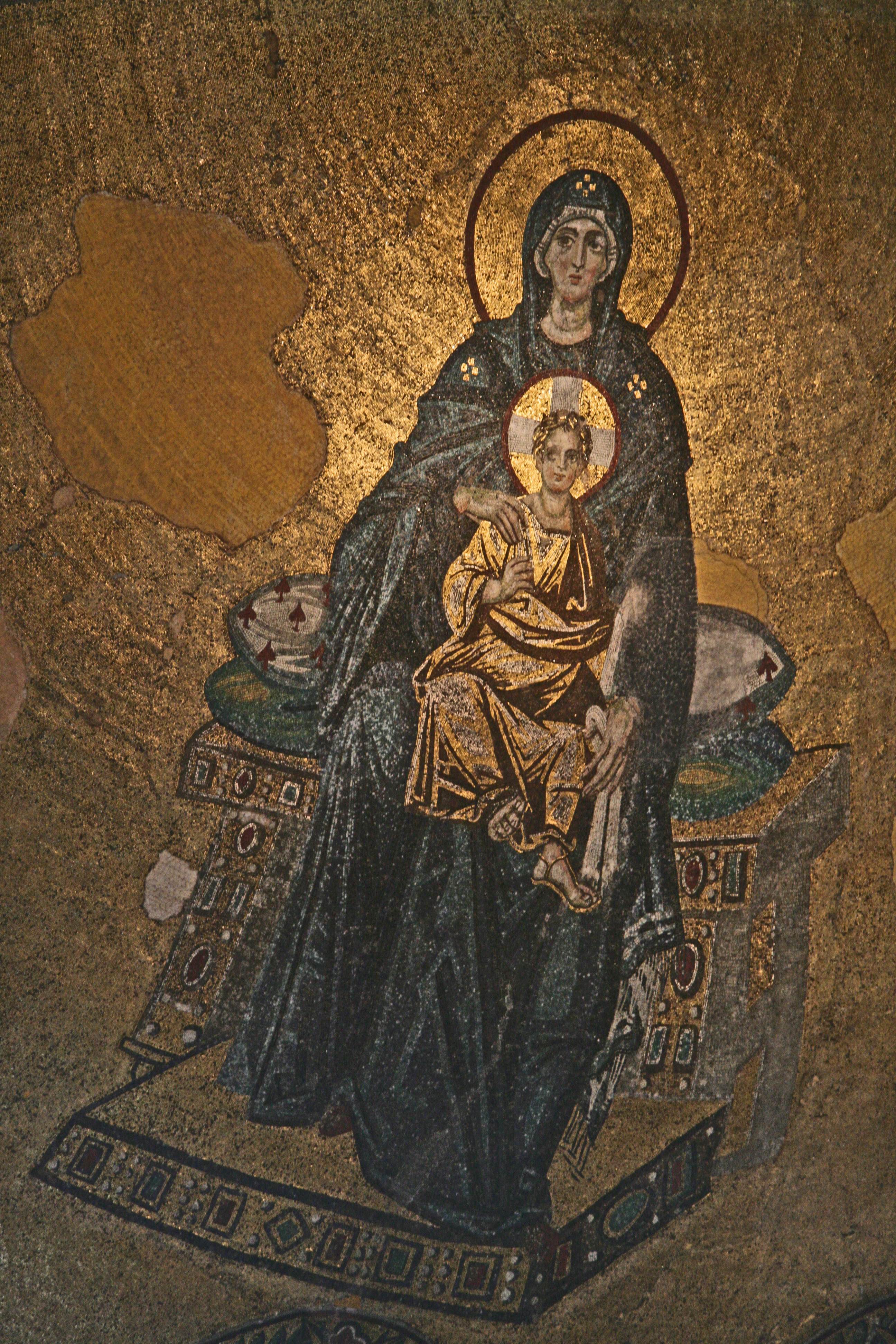
Mosaico da Virgem e o Menino na abside da Basílica de Santa Sofia, em Istambul.

A arte macedônica faz referência a este período. O período também é chamado de Renascimento macedônico e não deve ser confundido com o Renascimento paleólogo, um breve período de prosperidade no Império Bizantino no século XIII.

## Bizâncio
O termo "bizantino" é derivado da cidade da Bizâncio, fundada no século VIII a.C. no local onde futuramente seria fundada a "Nova Roma" de Constantino, Constantinopla, atualmente chamada de Istambul. Localizada na porção oriental do império e tendo o grego como língua corrente, a capital imperial era o local ideal para o desenvolvimento da Renascença macedônica. Enquanto o latim era a língua da lei e do governo, o grego antigo era a língua da literatura e da religião.
Enquanto o Império Romano do Ocidente desaparecia, a porção oriental, já conhecida como Império Bizantino, conseguiu se sobreviver, florescendo por mais mil anos. Os motivos principais foram a sua localização estratégica para o comércio e também a sua capacidade de se defender dos inimigos nas vizinhanças. Basílio I (r. 867-886), o fundador da dinastia macedônica, nasceu na Trácia em uma família camponesa e é possível que tivesse ascendência armênia. Ele ascendeu rapidamente durante o governo de Miguel III, o Ébrio e acabou sendo nomeado co-imperador. Depois de algumas manobras políticas, ele conseguiu assegurar seu futuro como imperador e rapidamente iniciou campanhas militares e diplomáticas para garantir a segurança do império. Basílio conseguiu recuperar o controle de Creta e Chipre enquanto se defendia dos avanços búlgaros. Durante seu reinado e no de seus descendentes, a paz interna, apesar das guerras constantes nas fronteiras, permitiu que economia, filosofia, arte e cultura vivessem um período de grande prosperidade.
Foi neste período que houve uma mudança na abordagem em relação à pintura, da proibição total da representação de figuras humanas (iconoclastia) a uma tendência de pintar os ícones para refletir influências mais clássicas e naturalísticas da arte na cultura. Mosaicos como o do Virgem e o Menino em Santa Sofia ainda podem ser vistos in situ (vide imagem). Este novo estilo artístico inspirou artistas italianos como Cimabue e Giotto no período anterior ao Renascimento na Europa e na Itália.
O período também assistiu à proliferação da literatura, como a obra Sobre as Cerimônias, que trata de governança, interações diplomáticas com nações vizinhas e outros costumes da época. A educação também se tornou novamente uma prioridade e a Universidade de Constantinopla produziu acadêmicos como Miguel Pselo, autor da Cronografia, uma história de quatorze imperadores bizantinos. Em paralelo a tudo isso, reformas no direito bizantino buscaram limitar o poder e conter o avanço dos grandes proprietários de terra com a formação de guildas comerciais que davam o controle ao estado, como descrito no "Livro do Eparca".
A Magnaura já havia se transformado numa escola em 849 e era liderada por Leão, o Matemático (c. 790 - depois de 869), um prolífico filósofo cuja maior parte das obras infelizmente se perdeu.